# Kasina
Kasina (niem. Kaschine Feldbach) – strumień przepływający w województwie dolnośląskim, płynący w południowo-zachodniej części Wrocławia. Stanowi lewy dopływ Ślęzy, ma długość (w granicach miasta) ok. 4,5 km. 
Wypływa z okolic Tyńca Małego, skąd płynie początkowo na zachód w stronę Strzeganowic, skręcając potem dużym łukiem w prawo - na północ do Baranowic i dalej na wschód do Nowej Wsi Wrocławskiej - a następnie skręca w lewo na północny wschód i wpływa do Wrocławia od strony wsi Cesarzowice, Zabrodzie i Mokronos Dolny (na zachód od osiedla Oporów), a stamtąd płynie w kierunku północnym. Przecina linię kolejową nr 274 Wrocław Świebodzki – Zgorzelec/Görlitz około 400 metrów na zachód od stacji Wrocław Zachodni. Dopływa do Muchoboru Wielkiego (pomiędzy ulicami Samborską a Stanisławowską), od tego miejsca ujęta jest w rów melioracyjny, który prowadzi do Ślęzy, do której uchodzi na zachód od osiedla Nowy Dwór, około 800 metrów poniżej mostu Strzegomskiego.